# Црква Светих Петра и Павла у Житорађи
Црква Светих Петра и Павла у Житорађи, место у истоименој општини Житорађа, грађена је у духу електике у периоду од краја XIX до почетка XX века. 1894–1898. године. Заштићена је као споменик културе од 2001. године.

## Положај и изглед цркве
Парохијска црква Светих апостола Петра и Павла налази се у југозападном делу села, уз пут Дољевац-Прокупље. Црква је грађена у периоду од 1894–1898. године када је освећена од стране нишког епископа Никанора. Стојан Јосифовић из Прокупља је био задужен за грађевинске радове.
Црква је зидана од камена и опеке, али након што је омалтерисана и окречена у бело стиче се утисак да је обложена мермерним плочама. У питању је једнобродна грађевина са петостраном апсидом на источној страни. Црква је подељена по дужини на четири поља.
Травеји су неједнаке величине и засведени су полуобличастим попречним сводовима. Изнад средишњег травеја налази се крстасти свод, што се одражава на кровне површине. Певнички трансепт је за дебљину зида избачен у односу на фасадну раван.
Задњи улаз надвисује преслица за звоно, које из непознатих разлога никада није постављено. Улазну партију наглашавају плитки пиластри и троугласти тимпанон. Прозорски оквири су вишестепено лучно завршени, осим прозори на средишњем травеју који су у облику трифора.
Иконостас је завршен 1897. године. Рађен је у стилу класицизма. Царске двери чини дуборезни стилизовани биљни преплет. Иконе поседују документарну вредност и рађене су техником уље на дасци.

## Галерија
- Црква Светих апостола Петра и Павла
- Улаз у цркву Светих апостола Петра и Павла
- Иконостас